# 巴赫奇薩賴條約
巴赫奇薩賴條約 (俄语: Бахчисарайский мирный договор、 土耳其语: Bahçesaray Antlaşması)，是1681年1月3日俄羅斯帝國、鄂圖曼帝國和克里米亞汗國為結束第一次俄土戰爭而簽署的和約。
三國同意了停火20年，並接受第聶伯河為鄂圖曼帝國和沙俄之間的分界線。各方同意不定居在布格河南方的和第聶伯河之間境內。條約簽署後，諾蓋人仍然保留在烏克蘭南部草原的居住權及放牧權，同時保留了哥薩克在第聶伯河及其支流的漁權及鹽權（出海口）。鄂圖曼蘇丹認可沙對左岸烏克蘭地區和扎波羅熱哥薩克的主權，而南基輔、布拉迪斯拉發和波多利亚的主權則依舊隸屬鄂圖曼帝國。
雖簽署和約，但沙俄仍於五年後毀約加入討伐土耳其的神聖同盟，參與討土大戰，是為第二次俄土戰爭。